# Rabih al-Zubayr
Rabih al-Zubayr ibn Fadl Allah o Rabih Fadlallah (in arabo رابح فضل الله ,رابح الزبير ابن فضل الله‎?), comunemente noto in francese come Rabah (circa 1842 – 22 aprile 1900), è stato un signore della guerra e un trafficante di schiavi sudanese che divenne sultano del Bornu in Africa centrale e creò un potente impero ad est del lago Ciad. Nacque a Halfaya al-Muluk (sobborgo di Khartum) verso il 1842 in una famiglia Hamaj arabo-sudanese del clan Djallaba.

## Luogotenente di al-Zubayr (1870-1879)
Rabih prestò servizio nella cavalleria irregolare egiziana nel corso della campagna d'Etiopia, durante la quale fu ferito. Congedato dall'esercito negli anni '60 del XIX secolo, divenne il principale luogotenente del trafficante di schiavi sudanese al-Zubayr Rahma Mansur.
Nel corso del XIX secolo, la città di Khartum era diventata un importante centro della tratta di schiavi, rifornito da compagnie di khartumi. Questi ultimi avevano stabilito nella regione del Bahr al-Ghazal degli zarība (in arabo زريْـبـة‎?), ossia delle postazioni fortificate circondate da recinzioni di rami spinosi, presidiate da soldati-schiavi detti bāzinqir (in arabo بازنقر‎?) e usate come basi per le razzie. Dopo aver preso il controllo di questi zarība, al-Zubayr fu nominato nel 1872 pascià e governatore del Bahr al-Ghazal per conto del Chedivè d'Egitto Ismaʿ'il Pascià. Rabih divenne il principale luogotenente di al-Zubayr, di cui era forse anche parente.
Nel 1874 al-Zubayr conquistò il Darfur. Nel 1876 si recò al Cairo per sollecitare al chedivè la sua conferma a governatore, ma fu imprigionato. Ciò fu causa della rivolta di suo figlio Sulayman e dei suoi luogotenenti, tra cui Rabih. Il colonnello Charles George Gordon ("Gordon Pascià", governatore generale del Sudan anglo-egiziano) nominò Romolo Gessi ("Gessi Pascià") governatore del Bahr al-Ghazal, e lo inviò a domare la ribellione di Sulayman. Quest'ultimo, sconfitto, si arrese il 15 luglio 1879 e venne giustiziato da Gessi. Si sostenne che Rabih avesse abbandonato Sulayman la vigilia della sua resa, ma Gessi riferì invece che Rabih aveva ripiegato fin da giugno, dopo aver subito pesanti perdite.

## Signore della guerra (1879-1890)

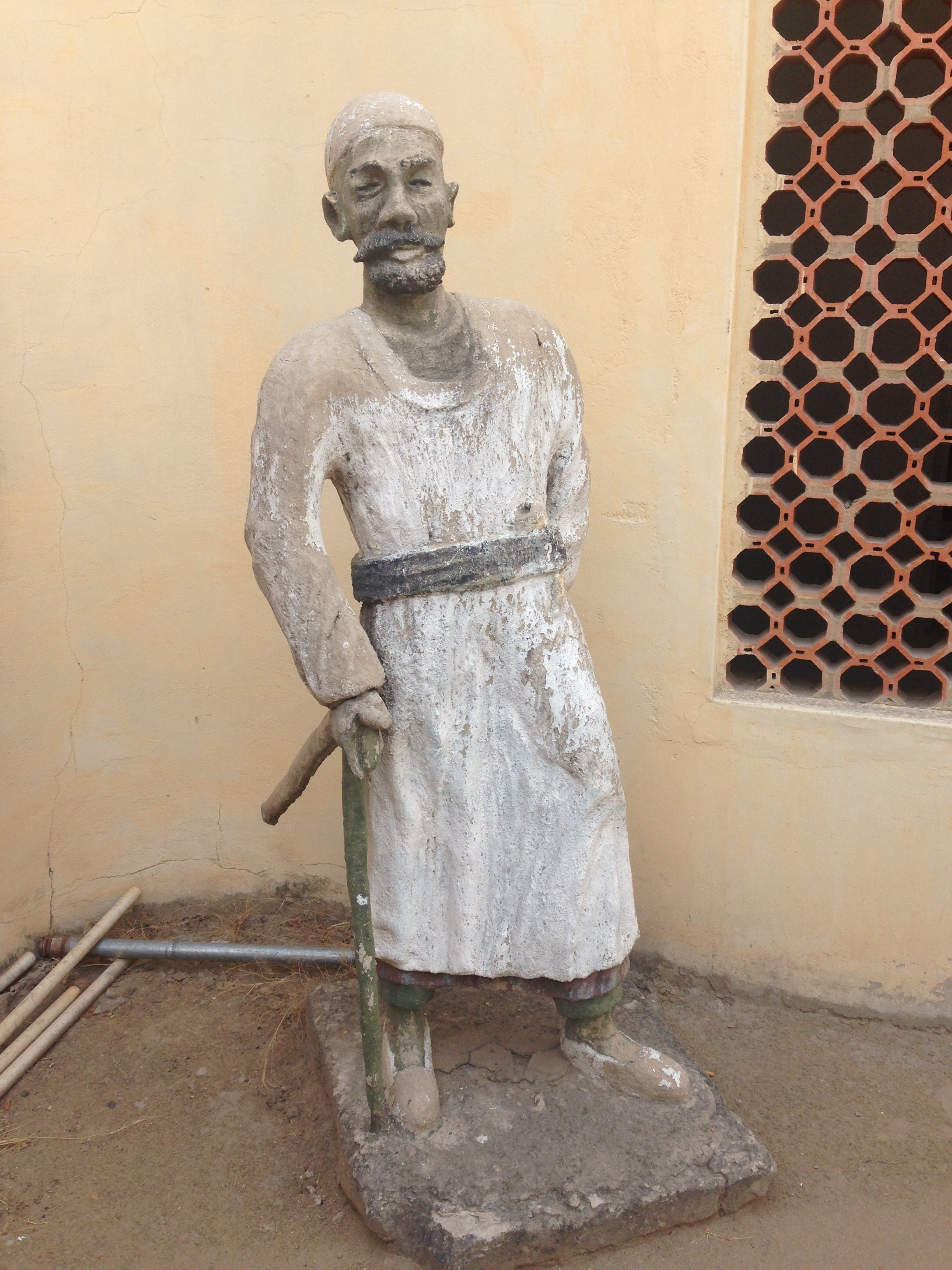
Statua di Rabih nel museo di Maiduguri, Borno, Nigeria

Per sfuggire agli anglo-egiziani, Rabih, con 700 o 800 bāzinqir fra cui 400 fucilieri, lasciò il Bahr al-Ghazal diretto a sud-ovest e stabilì le sue basi nel nord-est centrafricano. A partire dal 1880, applicando le tattiche dei khartumi, si ritagliò un regno fra i bacini dell'Ubangi e del Nilo, nel territorio dei kresh e nel Dar Banda, a sud dell'Ouaddai.
Installatosi a partire dal 1882 alle sorgenti del Gribingui, attaccò gli yakoma, gli zande e i mandja.
Nel 1885 tentò di ritornare in Sudan su invito del Mahdi Muhammad Ahmad, che aveva strappato la città di Khartum agli anglo-egiziani. Il Mahdi gli inviò come ambasciatori Zin al-Abeddin e Jabar: Rabih li seguì con il proposito di incontrare il Mahdi a Omdurman, ma scoprì un complotto per farlo assassinare e decise di tornare indietro.
Poiché la strada verso il Nilo gli era impedita, spostò il suo interesse verso l'Ouaddai e il Baguirmi, che erano direttamente collegati alla Libia da una strada non ancora controllata dagli europei.
Nel 1887 Rabih invase il Darfur, reclutò dei bāzinqir, e s'installò nel Dar al-Kuti, ma una sua spedizione contro le truppe dell'Ouaddai, comandate dall'aguid (rappresentante del sultano) Salamat Sharif al-Din, fallì.
Nel 1890 attaccò il capo musulmano Kobur nel nord dell'Oubangui-Chari, lo depose e lo rimpiazzò con suo nipote Muhammad al-Senussi, cui lasciò armi e munizioni. L'alleanza fu suggellata dal matrimonio di suo figlio Fadlallah con la figlia di Muhammad, Khadija. Muhammad e Rabih attaccheranno insieme il Dar Runga, i kresh, i gula e gli n'gao.

## Primi scontri con la Francia (1891-1893)
L'alleanza tra Rabih e Muhammad al-Senussi preoccupò le potenze coloniali, in particolare la Francia, intenzionata a prendere il controllo dell'Africa centrale. Muhammad restò fedele a Rabih e nel 1891 fece giustiziare nel Dar Banda, il francese Paul Crampel, che guidava una missione d'esplorazione. Pochi giorni dopo attaccò un secondo contingente francese, condotto da Gabriel Biscarrat. Muhammad recuperò le armi e le munizioni delle due missioni, mettendo così fine alla sua dipendenza da Rabih.
A sud-est del lago Ciad Rabih attaccò nel 1892 il Baguirmi, rimproverando al mbang (re) Abd al-Rahman Gaourang II d'aver accettato il protettorato dei francesi. Dopo un assedio durato 3 o 5 mesi a Manjaffa, Gaourang dovette abbandonare la sua capitale, che fu completamente distrutta nel marzo 1893.

## La conquista dell'Impero Bornu (1893)

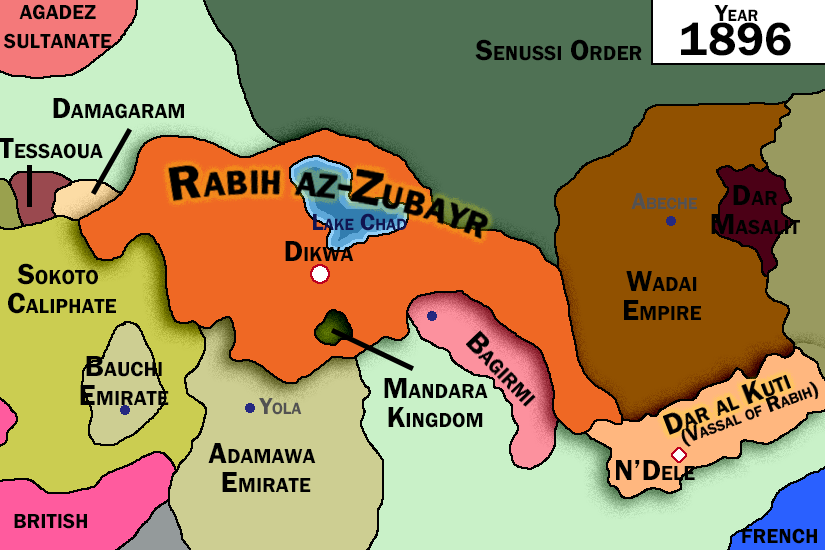
Impero di Rabih nel 1896

Sempre nel 1893, Rabih volse la sua attenzione al Bornu dello shehu (re) Hashim ibn Umar al-Kanemi. Il Bornu era un impero del Sahel fondato nel medioevo, che disponeva di 80000 soldati, per la maggior parte schiavi comandati da schiavi, ma che allora era in pieno declino.
Sulla strada verso il Bornu, Rabih fece prigioniero il sultano di Karnak Logone, la cui capitale aprì prontamente le porte a Rabih. Hashim inviò contro Rabih 15000 uomini, che quest'ultimo, con solo 2000 cavalieri, sbaragliò nel maggio o nel settembre 1893 prima a Am Hobbio (a sud di Dikwa) e poi a Legaroua.
Hashim fuggì a nord del fiume Komadougou Yobé e forse tentò di negoziare, ma fu assassinato su istigazione di suo nipote Kyari (Khair bin Bukhar al-Kanemi), che prese il potere e decise di combattere Rabih. Kyari, partito da Geidam, marciò contro Rabih, che incontrò a Gashegar, a due giorni di marcia da Kuka (attuale Kukawa), la capitale del Bornu. Kyari vinse lo scontro e prese l'accampamento nemico. Il giorno seguente Rabih raggruppò le forze, fece dare 100 colpi di frusta a tutti i suoi capi bandiera, compreso suo figlio Fadlallah anche se era ferito; solo Bubakar, che si era dimostrato coraggioso, fu risparmiato. La successiva controffensiva di Rabih fu vittoriosa. Kyari rifiutò di fuggire e, fatto prigioniero, fu decapitato; Kuka fu saccheggiata e totalmente distrutta.
Rabih stabilì la sua capitale a Dikwa, dove costruì un palazzo che susciterà più tardi l'ammirazione del governatore francese Émile Gentil.

## Rabih signore del Bornu (1893-1900)

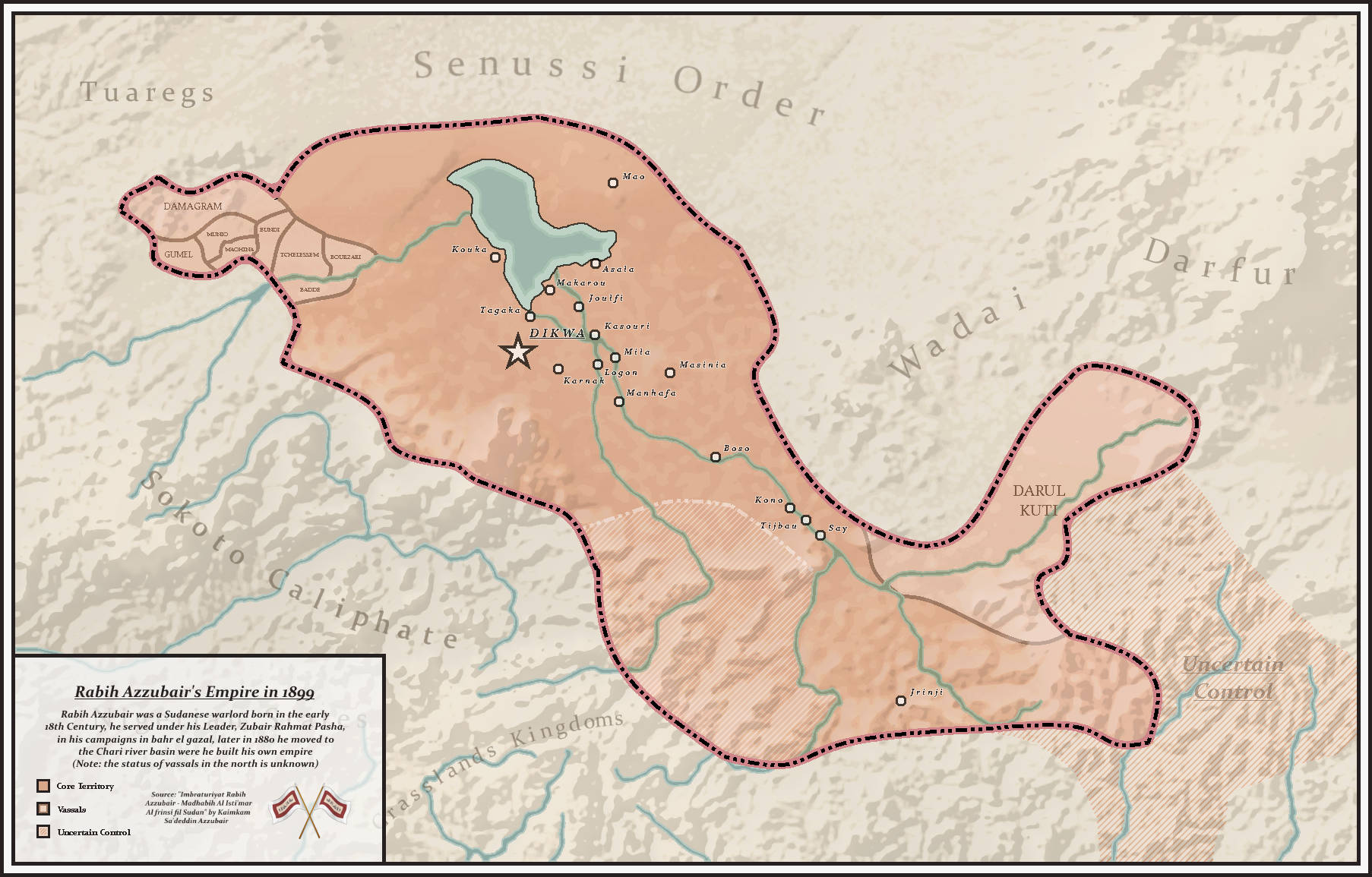
Impero di Rabih nel 1899

Nel 1895 Rabih, intenzionato a modernizzare il suo esercito, tentò senza successo di raggiungere un accordo con la Royal Niger Company britannica a Yola e Ibi per ottenere polvere da sparo e munizioni. Si scontrò quindi con gli inglesi nel 1896 e, l'anno successivo, cominciò anche a marciare su Kano, mentre il suo vassallo Muhammad al-Sanussi fondò tra il Bahr Aouk e l'Oubangui una capitale fortificata, Ndélé, che conserverà fino al 1911.
Rabih fu shehu del Bornu per 7 anni, durante i quali fece molto per rafforzare il vecchio impero in decadenza, che fino ad allora aveva vissuto con le stesse strutture feudali del XVI secolo. Lasciò al loro posto i sultani vassalli, ma li mise alle dipendenze dei suoi luogotenenti, per la maggior parte arabi sudanesi come lui. Promulgò un codice basato sulla shari'a, razionalizzò la riscossione delle imposte con la creazione di un fondo pubblico e di un bilancio, impose una dittatura militare che suscitò l'interesse delle potenze coloniali. Fece anche scavare pozzi, piantare frutteti e costruire fattorie. Dal punto di vista militare si approvigionò di fucili ed artiglieria. Émile Gentil descriverà le sue riforme con una certa comprensione: si ispirerà ad esse più tardi per organizzare il Ciad coloniale, anche se in seguito la storia coloniale francese non vedrà in Rabih se non un tiranno crudele.
Molto fu detto a proposito della sua brutalità: si racconta che fece giustiziare una sua concubina perché questa si era procurata un talismano per ottenere il suo amore e che insieme a lei fece giustiziare il marabutto che aveva decifrato il talismano, e che passava le serate ad ascoltare il poeta Ali che cantava le sue imprese.
È certo che lanciò regolari razzie contro le vicine popolazioni per compiere saccheggi e procurarsi schiavi, rinnovando l'attività tradizionale dei sultani del Bornu, già descritta nel 1526 da Leone l'Africano. Si è potuto stimare tra 1500 e 2000 il numero di schiavi esportati ogni anno dal suo vassallo Muhammad al-Senussi, senza contare i morti, i feriti e le altre perdite inflitte: queste cifre dovevano essere più alte nel caso di Rabih. D'altro canto il Baguirmi ne faceva altrettanti, con grande scandalo dei suoi alleati francesi.
Nel suo romanzo dedicato a Rabih, L'Origine du mal, lo scrittore Éric Essono Tsimi dà un'immagine di Rabih più sfumata, quella di un resistente anticolonialista, di un conquistatore e di un costruttore.

## Conflitto con i francesi (1899)

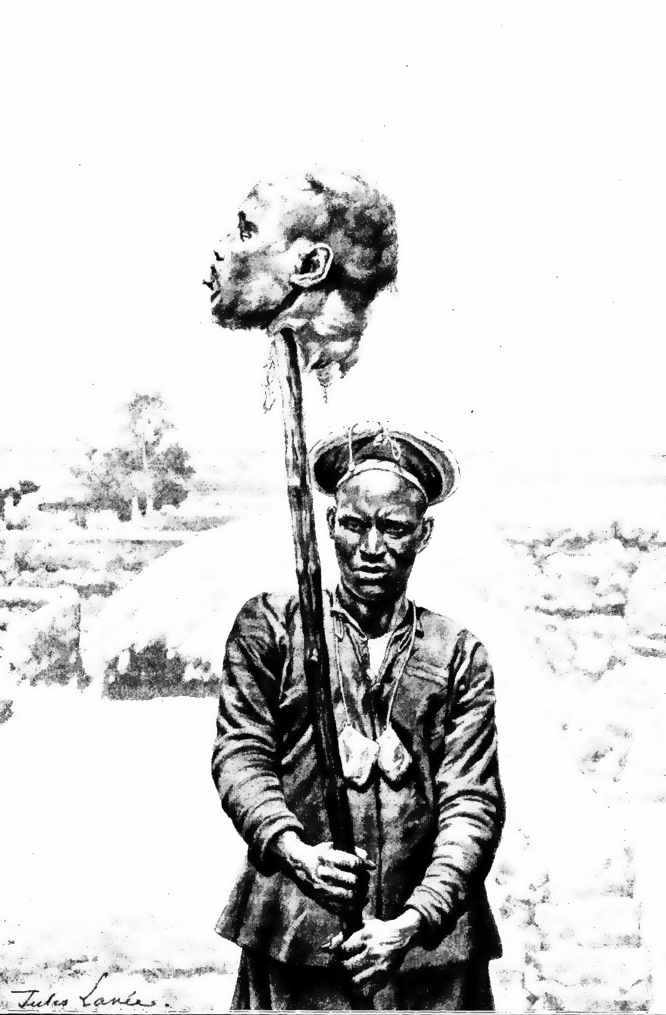
La testa di Rabih, portata come trofeo dopo la battaglia di Kousséri

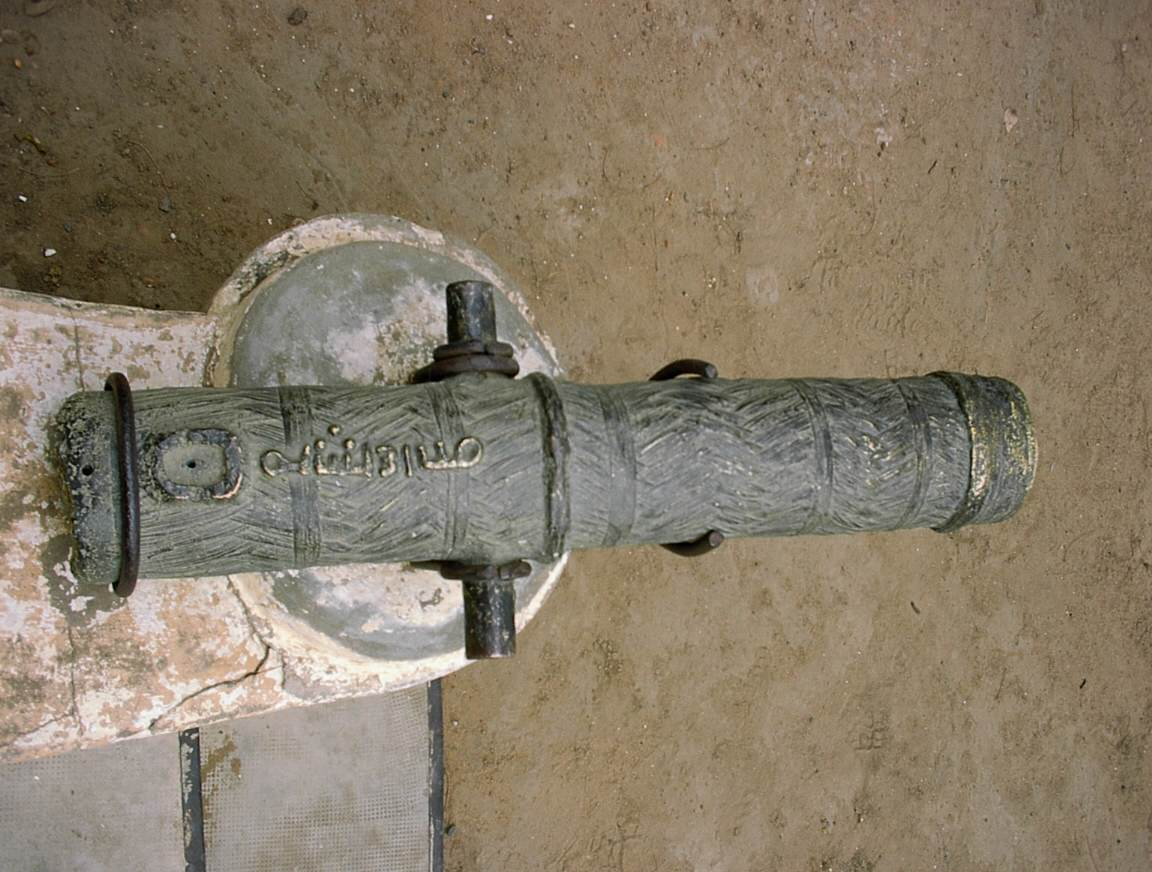
Cannone dell'esercito di Rabih, Museo nazionale del Ciad, N'Djamena

Nel 1899 Rabih disponeva, tra fanti e cavalieri, di 10000 uomini armati di fucili (la maggior parte obsoleti, salvo 400 carabine di precisione) e inoltre di un gran numero di ausiliari equipaggiati con armi bianche o archi. Aveva delle guarnigioni a Baggara e a Karnak Logone.
Quell'anno Rabih ricevette a Dikwa l'esploratore e commerciante francese Ferdinand de Béhagle: i loro colloqui degenerarono e Béhagle fu arrestato. Il 17 luglio 1899 il tenente di vascello Henri Bretonnet, che era stato inviato dai francesi contro Rabih, venne ucciso insieme alla gran parte dei suoi uomini nella battaglia di Togbao, sulla riva del fiume Chari, presso l'attuale Sarh. Rabih si impadronì di tre cannoni (che saranno ripresi dai francesi a Kousséri) e ordinò a suo figlio Fadlallah, rimasto a Dikwa, di far impiccare Béhagle.
In risposta, la colonna Gentil, che risaliva dal Gabon con l'appoggio della nave a vapore Léon Blot, attaccò Rabih, verso la fine dell'anno, a Kouno. Nella battaglia di Kouno i francesi vennero respinti e subirono perdite, ma ciò non impedì loro di proseguire, di prendere Kousséri e di congiungersi con le missioni Foureau-Lamy (proveniente dall'Algeria) e Joalland-Meynier (proveniente dal Niger dopo molte peripezie). Lamy prese il comando delle colonne riunite.
Lo scontro finale tra i francesi e Rabih avvenne il 22 aprile 1900, nella battaglia di Kousséri. Le forze francesi, costituite da 700 uomini, oltre che da 600 fucilieri e 200 cavalieri forniti dall'alleato Baguirmi, lasciarono Kousséri divise in tre colonne e attaccarono l'accampamento di Rabih a Lakhta. Sebbene Lamy venisse ucciso nella battaglia che ne seguì, le forze di Rabih furono sopraffatte e lo stesso Rabih fu ucciso mentre fuggiva attraversando il fiume Chari.

## Caduta dell'impero di Rabih (1900-1911)
Davanti all'avanzata francese, Fadlallah, che si trovava a Karnak Logone, fuggì verso Dikwa, che evacuò. La città fu quindi occupata dai francesi. Nonostante l'esplosione della polveriera nel palazzo di Rabih, i francesi si lanciarono all'inseguimento di Fadlallah che, raggiunto a Déguemba, dovette fuggire ancora verso i monti Mandara. Sarà ucciso il 3 agosto 1901 a Gujba, in Nigeria, nel corso di uno scontro con il capitano Dangeville. Tutti i territori di Rabih furono occupati dai francesi, ad eccezione del Bornu che fu occupato dagli inglesi. Muhammad al-Sanussi sarà assassinato su istigazione dei francesi nel 1911.